# Esbjörn Svensson
Esbjörn Svensson (Skultuna, Västerås, 16 de abril de 1964 – Estocolmo, 14 de junho de 2008) foi um pianista e compositor sueco, líder do Esbjörn Svensson Trio (E.S.T.), do qual participavam também  o baterista Magnus Oström e o baixista Dan Berglund.

## Biografia
Segundo  John Fordham, o principal crítico do Guardian, o E.S.T. combinava a delicadeza acústica dos grupos de música de câmara com o máximo da improvisação do jazz, atingindo um público familiarizado com o trabalho de Keith Jarrett, Brad Mehldau ou mesmo Thelonious Monk.
Esbjörn Svensson faleceu após um acidente de mergulho no Báltico, em 2008.

## Discografia
Álbuns de Estúdio:
- When Everyone Has Gone, 1993
- E.S.T. Plays Monk, 1996
- Winter in Venice, 1997, premiado com o Grammis
- From Gagarin's Point of View, 1999
- Good Morning Susie Soho, 2000
- Strange Place For Snow, 2002, premiado com o Preis der deutschen Schallplattenkritik (prêmio da crítica alemã), Jazz Award Germantown (Alemanha), Choc de l'année e Victoire du Jazz (França), Revolution of the Festival no Midem (França)
- Seven Days of Falling, 2003, premiado com o Grammis
- Viaticum, 2005, premiado com o Grammis
- Tuesday Wonderland, 2006, premiado com o Grammis
- Leucocyte, 2008, gravado em Sydney, janeiro de 2007,  premiado com o Grammis
- 301 (2012, gravado em Janeiro de 2007 no Estúdio 301, em Sydney na Australia

Álbuns ao Vivo:
- e.s.t. Live '95,[3] 1995
- Live in Stockholm, 2003, DVD, gravado em dezembro de 2000 - incl. vídeos e entrevistas
- Live in Hamburg, 2007, gravado em novembro de 2006

Compilações:
- Somewhere Else Before, lançado em 2001 para o mercado norte-americano, é uma compilação, contendo faixas dos álbuns From Gagarin's Point of View e Good Morning Susie Soho.